# История чемпионата мира по футболу
История чемпионата мира по футболу началась в 1928 году, когда президент ФИФА Жюль Риме решил провести международный футбольный турнир. Первый чемпионат, который состоялся в Уругвае в 1930 году, был оспорен в качестве финального турнира, так как в нём участвовало только 13 команд. С тех пор чемпионат мира по футболу трансформировался в нынешний финальный турнир, включающий 32 команды, с предшествующим двухлетним отборочным циклом с участием почти 200 команд со всего мира.

## Предыстория соревнования
Первый международный футбольный матч был сыгран в 1872 году между Англией и Шотландией, так как в то время в футбол редко играли за пределами Великобритании.
Однако к 1900 году футбол приобрёл широкую популярность и по всему миру были образованы национальные футбольные ассоциации. Первый официальный международный матч за пределами Великобритании был сыгран между Францией и Бельгией в мае 1904 года в Париже. Это привело к созданию ФИФА в Париже 22 мая 1904 года — объединившей футбольные ассоциации из Франции, Бельгии, Дании, Нидерландов, Испании, Швеции и Швейцарии. Футбольная ассоциация Германии дала обещание присоединиться к организации.
Футбол набирал популярность и МОК включил его в число признанных олимпийских видов спорта на летних Олимпийских играх 1900 и 1904 годов, а также на внеочередных Олимпийских играх в 1906 году, прежде чем футбол стал официальным олимпийским соревнованием под надзором ФИФА на летних Олимпийских играх 1908 года. Организованные Футбольной ассоциацией Англии, данные турниры состояли из любительских команд и рассматривались скорее как шоу, чем соревнование. Английская национальная любительская футбольная команда выиграла турниры в 1908 и 1912 годах.
ФИФА предприняла попытку организовать международный турнир по футболу между странами вне рамок Олимпийских игр в 1906 году и соревнование состоялось в Швейцарии. Это были самые первые дни для международного футбола и официальная история ФИФА описывает турнир как провальный.
Наряду с олимпийскими турнирами, включающими в себя только любительские команды, стали появляться соревнования с участием профессиональных команд. Torneo Internazionale Stampa Sportiva, который состоялся в Турине, Италия в 1908 году, был одним из первых турниров и в следующем году сэр Томас Липтон организовал турнир Sir Thomas Lipton Trophy, который также состоялся в Турине. Оба турнира были разыграны между отдельными клубами (не национальными командами), каждый из которых представляла свою нацию. По этой причине, хотя прямого предшественника Чемпионата мира не было, Sir Thomas Lipton Trophy иногда описывается как первый Чемпионат мира, несмотря на его менее известных итальянских предшественников.
В 1914 году ФИФА согласились признать олимпийский футбольный турнир, как «чемпионат мира по футболу среди любителей», и взял на себя ответственность за организацию этого мероприятия. Это впервые открыло путь для межконтинентальных футбольных матчей на летних Олимпийских играх 1920 года, на которых победила Бельгия. Уругвай выиграл турниры в 1924 и 1928 годах. В 1928 году ФИФА приняла решение о создании своего международного турнира. Уругвай, учитывая победы в 1924 и 1928 годах и в связи с празднованием столетия независимости в 1930 году, был выбран в качестве страны-хозяйки.
Организаторы летних Олимпийских игр 1932 года, которые состоялись в Лос-Анджелесе, не планировали включать футбол в программу из-за низкой популярности футбола в США. ФИФА и МОК также не пришли к согласию по поводу статуса игроков-любителей, поэтому футбол был исключён из игр. Президент ФИФА Жюль Риме приступил к организации первого чемпионата мира, который состоится в Уругвае в 1930 году. Национальным ассоциациям отдельных стран было предложено направить свои команды, но выбор Уругвая в качестве места проведения конкурса означал длительное и дорогостоящее путешествие по Атлантическому океану для европейских сборных. Действительно, ни одна европейская страна не желала направлять команду ещё за два месяца до начала соревнований. Риме в конце концов убедил команды из Бельгии, Франции, Румынии и Югославии принять участие в турнире. В общей сложности участвовало 13 стран — семь из Южной Америки, четыре из Европы и две из Северной Америки.
Первые два матча Чемпионата мира проходили одновременно, и были выиграны Францией и США, которые победили Мексику 4-1 и Бельгию 3-0 соответственно. Первый гол в истории Чемпионатов мира забил Люсьен Лоран из Франции. Четыре дня спустя, Берт Пэтноуд (США) сделал первый хет-трик в рамках победы американцев над Парагваем со счетом 3-0. В финале Уругвай победил Аргентину 4-2 в присутствии 93000 зрителей в Монтевидео и стал первой страной выигравшей Чемпионат мира.

## Формат финального турнира
Количество команд и формат каждого финального турнира менялись. Большинство турниров состояли из группового этапа и этапа игр на вылет.
- 1930: групповой этап, а затем этап игр на вылет, в котором участвовали 4 команды (победители групп, матч за третье место не был сыгран)
- 1934—1938: игры на вылет (без группового этапа)
- 1950: групповой этап, а затем этап игр на вылет, в котором участвовали 4 команды (победители групп), это единственный турнир без официального финального матча
- 1954—1970: групповой этап, а затем этап игр на вылет, в котором участвовали 8 команд (победители и команды, занявшие вторые места в группах)
- 1974—1978: первый групповой этап, после чего второй групповой этап, в котором участвовали 8 команд (победители и команды, занявшие вторые места в группах), а затем финал (победители второго группового раунда), матч за третье место (команды, занявшие вторые места в группах)
- 1982: первый групповой этап, после чего второй групповой этап, в котором участвовали 12 команд (победители и команды, занявшие вторые места в группах), а затем этап игр на вылет, в котором участвовали 4 команды (победители второго группового раунда)
- 1986—1994: групповой этап, а затем этап игр на вылет, в котором участвовали 16 команд (победители, команды, занявшие вторые места в группах и четыре лучшие команды из числа занявших третье место в группе)
- 1998-по настоящее время: групповой этап, а затем этап игр на вылет, в котором участвуют 16 команд (победители и команды, занявшие вторые места в группах)

| Год  | Страна-хозяйка | Команды | Первый раунд                | Второй раунд | Финальные стадии |
| ---- | -------------- | ------- | --------------------------- | --- | --- |
| 1930 | Уругвай        | 13      | 4 группы по 3 или 4 команды | игры на вылет, в которых участвовали 4 команды (победители групп, матч за третье место не был сыгран)                                                                       | игры на вылет, в которых участвовали 4 команды (победители групп, матч за третье место не был сыгран)                                                                       |
| 1934 | Италия         | 16      | игры на вылет               | игры на вылет | игры на вылет |
| 1938 | Франция        | 16      | игры на вылет               | игры на вылет | игры на вылет |
| 1950 | Бразилия       | 16      | 4 группы по 4 команды       | игры на вылет, в которых участвовали 4 команды (победители групп) | игры на вылет, в которых участвовали 4 команды (победители групп) |
| 1954 | Швейцария      | 16      | 4 группы по 4 команды       | игры на вылет, в которых участвовали 8 команд (победители групп и команды, занявшие вторые места в группах)                                                                 | игры на вылет, в которых участвовали 8 команд (победители групп и команды, занявшие вторые места в группах)                                                                 |
| 1958 | Швеция         | 16      | 4 группы по 4 команды       | игры на вылет, в которых участвовали 8 команд (победители групп и команды, занявшие вторые места в группах)                                                                 | игры на вылет, в которых участвовали 8 команд (победители групп и команды, занявшие вторые места в группах)                                                                 |
| 1962 | Чили           | 16      | 4 группы по 4 команды       | игры на вылет, в которых участвовали 8 команд (победители групп и команды, занявшие вторые места в группах)                                                                 | игры на вылет, в которых участвовали 8 команд (победители групп и команды, занявшие вторые места в группах)                                                                 |
| 1966 | Англия         | 16      | 4 группы по 4 команды       | игры на вылет, в которых участвовали 8 команд (победители групп и команды, занявшие вторые места в группах)                                                                 | игры на вылет, в которых участвовали 8 команд (победители групп и команды, занявшие вторые места в группах)                                                                 |
| 1970 | Мексика        | 16      | 4 группы по 4 команды       | игры на вылет, в которых участвовали 8 команд (победители групп и команды, занявшие вторые места в группах)                                                                 | игры на вылет, в которых участвовали 8 команд (победители групп и команды, занявшие вторые места в группах)                                                                 |
| 1974 | ФРГ            | 16      | 4 группы по 4 команды       | 2 группы по 4 команды (победители групп и команды, занявшие вторые места в группах)                                                                                         | финал (победители второго группового раунда) |
| 1978 | Аргентина      | 16      | 4 группы по 4 команды       | 2 группы по 4 команды (победители групп и команды, занявшие вторые места в группах)                                                                                         | финал (победители второго группового раунда) |
| 1982 | Испания        | 24      | 6 групп по 4 команды        | 4 группы по 3 команды (победители групп и команды, занявшие вторые места в группах)                                                                                         | игры на вылет, в которых участвовали 4 команды (победители второго группового раунда)                                                                                       |
| 1986 | Мексика        | 24      | 6 групп по 4 команды        | игры на вылет, в которых участвовали 16 команд (победители групп, команды, занявшие вторые места в группах и четыре лучшие команды из числа занявших третье место в группе) | игры на вылет, в которых участвовали 16 команд (победители групп, команды, занявшие вторые места в группах и четыре лучшие команды из числа занявших третье место в группе) |
| 1990 | Италия         | 24      | 6 групп по 4 команды        | игры на вылет, в которых участвовали 16 команд (победители групп, команды, занявшие вторые места в группах и четыре лучшие команды из числа занявших третье место в группе) | игры на вылет, в которых участвовали 16 команд (победители групп, команды, занявшие вторые места в группах и четыре лучшие команды из числа занявших третье место в группе) |
| 1994 | США            | 24      | 6 групп по 4 команды        | игры на вылет, в которых участвовали 16 команд (победители групп, команды, занявшие вторые места в группах и четыре лучшие команды из числа занявших третье место в группе) | игры на вылет, в которых участвовали 16 команд (победители групп, команды, занявшие вторые места в группах и четыре лучшие команды из числа занявших третье место в группе) |
| 1998 | Франция        | 32      | 8 групп по 4 команды        | игры на вылет, в которых участвовали 16 команд (победители групп и команды, занявшие вторые места в группах)                                                                | игры на вылет, в которых участвовали 16 команд (победители групп и команды, занявшие вторые места в группах)                                                                |
| 2002 | Корея, Япония  | 32      | 8 групп по 4 команды        | игры на вылет, в которых участвовали 16 команд (победители групп и команды, занявшие вторые места в группах)                                                                | игры на вылет, в которых участвовали 16 команд (победители групп и команды, занявшие вторые места в группах)                                                                |
| 2006 | Германия       | 32      | 8 групп по 4 команды        | игры на вылет, в которых участвовали 16 команд (победители групп и команды, занявшие вторые места в группах)                                                                | игры на вылет, в которых участвовали 16 команд (победители групп и команды, занявшие вторые места в группах)                                                                |
| 2010 | ЮАР            | 32      | 8 групп по 4 команды        | игры на вылет, в которых участвовали 16 команд (победители групп и команды, занявшие вторые места в группах)                                                                | игры на вылет, в которых участвовали 16 команд (победители групп и команды, занявшие вторые места в группах)                                                                |
| 2014 | Бразилия       | 32      | 8 групп по 4 команды        | игры на вылет, в которых участвовали 16 команд (победители групп и команды, занявшие вторые места в группах)                                                                | игры на вылет, в которых участвовали 16 команд (победители групп и команды, занявшие вторые места в группах)                                                                |
| 2018 | Россия         | 32      | 8 групп по 4 команды        | игры на вылет, в которых участвовали 16 команд (победители групп и команды, занявшие вторые места в группах)                                                                | игры на вылет, в которых участвовали 16 команд (победители групп и команды, занявшие вторые места в группах)                                                                |
| 2022 | Катар          | 32      | 8 групп по 4 команды        | игры на вылет, в которых участвовали 16 команд (победители групп и команды, занявшие вторые места в группах)                                                                | игры на вылет, в которых участвовали 16 команд (победители групп и команды, занявшие вторые места в группах)                                                                |

## Победившие команды, капитаны, тренеры
| Год  | Команда   | Капитан               | Тренер                   |
| ---- | --------- | --------------------- | ------------------------ |
| 1930 | Уругвай   | Хосе Насасси          | Альберто Суппичи         |
| 1934 | Италия    | Джанпьеро Комби       | Витторио Поццо           |
| 1938 | Италия    | Джузеппе Меацца       | Витторио Поццо           |
| 1950 | Уругвай   | Обдулио Варела        | Хуан Лопес Фонтана       |
| 1954 | ФРГ       | Фриц Вальтер          | Йозеф Хербергер          |
| 1958 | Бразилия  | Идералду Луис Беллини | Висенте Феола            |
| 1962 | Бразилия  | Мауро Рамос           | Айморе Морейра           |
| 1966 | Англия    | Бобби Мур             | Альф Рамсей              |
| 1970 | Бразилия  | Карлос Алберто Торрес | Марио Загалло            |
| 1974 | ФРГ       | Франц Беккенбауэр     | Хельмут Шён              |
| 1978 | Аргентина | Даниэль Пассарелла    | Сесар Луис Менотти       |
| 1982 | Италия    | Дино Дзофф            | Энцо Беарзот             |
| 1986 | Аргентина | Диего Марадона        | Карлос Билардо           |
| 1990 | ФРГ       | Лотар Маттеус         | Франц Беккенбауэр        |
| 1994 | Бразилия  | Дунга                 | Карлос Альберто Паррейра |
| 1998 | Франция   | Дидье Дешам           | Эме Жаке                 |
| 2002 | Бразилия  | Кафу                  | Луис Фелипе Сколари      |
| 2006 | Италия    | Фабио Каннаваро       | Марчело Липпи            |
| 2010 | Испания   | Икер Касильяс         | Висенте дель Боске       |
| 2014 | Германия  | Филипп Лам            | Йоахим Лёв               |
| 2018 | Франция   | Уго Льорис            | Дидье Дешам              |
| 2022 | Аргентина | Лионель Месси         | Лионель Скалони          |